# Jennifer Abel
Pour les articles homonymes, voir Abel (homonymie).
Jennifer Abel (née le 23 août 1991 à Montréal) est une plongeuse canadienne.

## Début de sa carrière en plongeon
Jennifer Abel commence très jeune dans le sport de la natation. Elle débute avec le club CAMO de Montréal au Complexe sportif Claude-Robillard . Abel commence à plonger en 1996, et en 2006 participe à son premier Grand Prix en remportant une médaille de bronze au 3 m lors des Championnats du monde junior. En 2007, aux Championnats panaméricains junior, elle gagne l'or au 3 m et au 3 m synchro avec Meaghan Benfeito.

## Tournois
En 2008, Jennifer Abel, âgée alors seulement de seize ans, devient la plus jeune plongeuse pour l'équipe sénior nationale du Canada à représenter son pays aux Jeux olympiques à Pékin. Elle se classe treizième à ces Jeux olympiques d'été de 2008.
En 2008, elle remporte sa première médaille au niveau senior lors du Grand Prix d’Espagne. C'est alors le coup d'envoi d'une saison exceptionnelle[non neutre] : onzième à la Coupe du monde de la FINA, médaille d’argent aux Championnats du monde junior de la FINA et premiers titres canadiens aux Championnats nationaux senior d'hiver du Canada. Aux Championnats nationaux junior, en plus de remporter la médaille d’or, elle inscrit un nouveau record national au 3 m dans la catégorie A (16 à 18 ans) avec 494,20 points.
En 2009, aux Championnats nationaux canadiens, elle remporte le bronze au 3 m et l'or au 3 m synchro avec Meaghan Benfeito. Abel remporte l'argent au 3 m synchro à la Série Mondiale du Mexique, en compagnie d'Émilie Heymans. Lors du Grand Prix Coupe Canada, Jennifer Abel gagne une médaille d'argent avec Émilie Heymans au 3 m synchro, en plus de terminer quatrième au 3 m.
À la Coupe du Monde 2009, elle obtient une 11e place au 3 m. Jennifer Abel gagne ensuite deux fois l'or aux Championnats nationaux seniors d'été du Canada au 3 m et une première place au 3 m synchro avec Émilie Heymans. Abel obtient son meilleur résultat individuel en remportant la médaille d'argent au 3 m lors du Grand Prix d'Espagne.
Elle obtient la médaille d'argent au plongeon à 3 m synchronisé avec Émilie Heymans et la médaille de bronze au plongeon 3 m lors des Championnats du monde de 2011 à Shanghai en (Chine).
Aux Jeux olympiques de Londres de 2012, elle remporte sa première médaille olympique en plongeon synchronisé, une médaille de bronze au tremplin de 3 mètres avec Emilie Heymans.
À la suite de la retraite de Heymans, elle s'associe à Pamela Ware pour les épreuves synchronisées. Elle remporte le bronze aux Championnats du monde 2013 à Barcelone. Elle est médaillée d'argent au tremplin de 3 mètres synchronisé avec Ware aux Mondiaux de 2015 à Kazan.
Aux Jeux olympiques de Rio en 2016, elle connaît des jeux décevants. Elle termine au pied du podium à la fois au tremplin de 3 mètres et au synchronisé avec Pamela Ware, où elles ne terminent qu'à un point du podium,.
Elle s'associe ensuite avec Mélissa Citrini-Beaulieu en synchronisé et elles récoltent l'argent aux Mondiaux de Budapest en 2017. Elle remporte aussi le bronze au tremplin synchronisé de 3m mixte avec François Imbeau-Dulac ainsi qu'au tremplin de 3m individuel.
Deux médailles d'argent, en synchronisé et en synchronisé mixte au tremplin de 3m aux Mondiaux de Gwangju, la hissent au sommet du palmarès des athlètes canadiens les plus médaillés aux championnats mondiaux de natation de la FINA, devant Alexandre Despatie.
Aux Jeux olympiques de Tokyo 2020, elle remporte une nouvelle médaille d'argent en synchronisé. Au tremplin de 3m individuel, elle se classe 3e à l'issue des demi-finales, mais un mauvais plongeon en finale la relègue au 8e rang. À son retour au Canada, elle annonce sa retraite olympique. En novembre 2021, elle annonce sa retraite sportive définitive.

## Vie personnelle
Elle est fiancée au boxeur David Lemieux. Le couple attendent le naissance de leur premier enfant en mai 2022.

## Palmarès

### Jeux olympiques
- Jeux olympiques de 2012 à Londres :
  -  Médaille de bronze au plongeon synchronisé à 3 m (avec Émilie Heymans).
- Jeux olympiques de 2020 à Tokyo
  -  Médaille d'argent au plongeon synchronisé à 3 m (avec Mélissa Citrini-Beaulieu).

### Championnats du monde
- Championnats du monde 2019 à Gwangju :
  -  Médaille d'argent au plongeon synchronisé à 3 m (avec Mélissa Citrini-Beaulieu).
  -  Médaille d'argent au plongeon synchronisé mixte à 3 m (avec François Imbeau-Dulac).
- Championnats du monde 2017 à Budapest :
  -  Médaille d'argent au plongeon synchronisé à 3 m (avec Mélissa Citrini-Beaulieu).
  -  Médaille de bronze au plongeon à 3 m.
  -  Médaille de bronze au plongeon synchronisé mixte à 3 m (avec François Imbeau-Dulac).
- Championnats du monde 2015 à Kazan :
  -  Médaille d'argent au plongeon synchronisé à 3 m (avec Pamela Ware).
  -  Médaille d'argent au plongeon synchronisé mixte à 3 m (avec François Imbeau-Dulac).
- Championnats du monde 2013 à Barcelone :
  -  Médaille de bronze au plongeon synchronisé à 3 m (avec Pamela Ware).
- Championnats du monde de 2011 à Shanghai  Chine[15] :
  -  Médaille d'argent au plongeon synchronisé à 3 m (avec Émilie Heymans).
  -  Médaille de bronze au plongeon à 3 m.

### Jeux panaméricains
- Jeux panaméricains de 2019 à Lima :
  -  Médaille d'or au plongeon à 3 m.
  -  Médaille d'or au plongeon synchronisé à 3 m (avec Pamela Ware).
- Jeux panaméricains de 2015 à Toronto :
  -  Médaille d'argent au plongeon à 3 m.
  -  Médaille d'argent au plongeon synchronisé à 3 m (avec Pamela Ware).
- Jeux panaméricains de 2011 à Guadalajara :
  -  Médaille d'argent au plongeon synchronisé à 3 m (avec Émilie Heymans).

### Jeux du Commonwealth
- Jeux du Commonwealth de 2018 à Gold Coast :
  -  Médaille d'or au plongeon à 3 m.
- Jeux du Commonwealth de 2014 à Glasgow :
  -  Médaille d'or au plongeon à 1 m.
  -  Médaille d'argent au plongeon à 3 m.
  -  Médaille d'argent au plongeon synchronisé à 3 m (avec Pamela Ware).
- Jeux du Commonwealth de 2010 à Delhi :
  -  Médaille d'or au plongeon à 1 m.
  -  Médaille d'or au plongeon synchronisé à 3 m (avec Émilie Heymans).
  -  Médaille d'argent au plongeon à 3 m.